# Geografia matemática
A geografia matemática, tem seu foco na superfície da Terra, estudando  sua representação matemática e sua relação com a lua e o sol. Esta vocação dual não é contraditória, porque através do estudo dos fenômenos da superfície que ocorrem produto da interação com o sol e a lua pode ser mapeado no Equador, os trópicos, as linhas polares, coordenadas geográficas e até medir o tamanho da Terra.
Inclui ramas como topografia, cartografia, geomática, fotogrametria, Geoestatística, sensoriamento remoto, Processamento Digital de Imagens, análise espacial, Banco de Dados Espaciais, Cadastro Técnico, Sistemas de Informação Geográficos (SIG), mapeamento digital e os sistemas de posicionamento por satélite, como o GPS.
A geografia matemática é o berço da tradição espacial da geografia, devido à sua preocupação por a localização e representação espacial da superfície da Terra. A Geografia matemática oferece um quadro seguro para a localização, distribuição e representação do espaço geográfico em que são baseados o resto das disciplinas geográficas. Os geógrafos tradição espacial usar o termo "espacialização" como sinônimo de "mapear" ou "cartografiação".
A geografia. O pai da geografia, Eratóstenes de Cirene, também é o pai da geografia matemática, este último em seu livro "Geographia" dedica a primeira seção do seu livro para o estudo dos fenómenos resultantes da interacção entre a superfície da terra e do sol e a lua, juntamente com estudos de sua forma, também se preocupa com a representação fiel da superfície da Terra. Na segunda parte do livro expõe suas medições do tamanho da Terra.
Normalmente o conteúdo da geografia matemática são primeiro tratados, abordando um estudo introdutório da geografia, para cobrir a localização da Terra no universo e do sistema solar, movimentos da terra, a influência do sol e da lua sobre a superfície (ponto inevitável e essencial em ramos como a climatologia, hidrologia) e à definição e compreensão dos sistemas de localização como a base para todo o estudo geográfico.
Nos últimos tempos, a geografia matemática tornouse mais relevante para o desenvolvimento da sistemas da informação geográfica (SIG). Modelagem matemática de diversos fenômenos na superfície da Terra através do SIG, abriu um importante campo da disciplina, o que permitiu uma maior interação com outros ramos da geografia como a hidrologia, climatologia, geomorfologia e geografia econômica.